# Günter Bräsel
Günter Bräsel (* 25. Oktober 1945 in Niepars) war Fußballspieler in Stralsund und Rostock. Für den FC Hansa Rostock absolvierte er 17 Spiele in der DDR-Oberliga.

## Sportlicher Werdegang
Die kleine Betriebssportgemeinschaft Empor in Stralsund war Bräsels erste Station seiner Laufbahn als Fußballspieler. Dort hatte er mit sieben Jahren in der Schülermannschaft begonnen. Als Juniorenspieler wechselte er zur BSG Motor Stralsund, für die er in der Saison 1966/67 auch in der zweitklassigen DDR-Liga spielte. Als Motor Stralsund am Ende der Saison abstieg, sicherte sich der Oberligaklub Hansa Rostock den 1,80 m großen Abwehrspieler zur Erweiterung des eigenen Kaders. Noch keine 22 Jahre alt, wurde er für die kommende Spielzeit 1967/68 in das offizielle Aufgebot der Oberligamannschaft aufgenommen. Bräsel kam zugute, dass der etatmäßige Außenverteidiger Helmut Hergesell wegen einer langwierigen Verletzung die komplette Hinrunde 1967 ausfiel. Bräsel übernahm vom zweiten Spieltag an dessen Position auf der linken Verteidigungsseite und absolvierte dort bis Jahresende elf der 13 Punktspiele. Nachdem sich Hergesell in der Rückrunde zurückmeldete, verlor Bräsel seinen Stammplatz im Oberligateam. Dort kam er nur noch sechsmal zum Einsatz, ansonsten spielte er in der Zweitligamannschaft Hansa II. Auch in den folgenden beiden Spielzeiten wurde er ausschließlich dort eingesetzt. Insgesamt bestritt Bräsel für Hansa II 46 Punktspiele und erzielte ein Tor. Auch hier spielte er in der Regel als linker Verteidiger.
Nach Beendigung der Saison 1969/70 wechselte Bräsel zur drittklassigen TSG Bau Rostock. Hier wurde er Mannschaftskapitän und stieg mit dem Team 1973 in die DDR-Liga auf. Mit der TSG Bau Rostock spielte er in den nächsten drei Jahren in der DDR-Liga, danach beendete er 1976 seine aktive Karriere. In der DDR-Liga kam Bräsel innerhalb von drei Spielzeiten, stets als Verteidiger spielend, auf 48 Punktspiele.
Zwischen 1978 und 1984 war Bräsel als Trainer für die TSG Bau Rostock tätig. Von 1981 bis 1984 trainierte er deren DDR-Ligamannschaft.